# Rezerwat przyrody Tomczyce
Rezerwat przyrody Tomczyce – leśny rezerwat przyrody w miejscowości Tomczyce w gminie Mogielnica, w powiecie grójeckim, w województwie mazowieckim.
Zajmuje powierzchnię 58,46 ha. Został powołany Zarządzeniem Ministra Leśnictwa i Przemysłu Drzewnego z 4 listopada 1968 roku (M.P. z 1968 r. nr 50, poz. 348). Według aktu powołującego, rezerwat utworzono w celu zachowania ze względów krajobrazowo-turystycznych fragmentu boru sosnowego z domieszką innych drzew w dolinie rzeki Pilicy.